# Карл I Гонзага

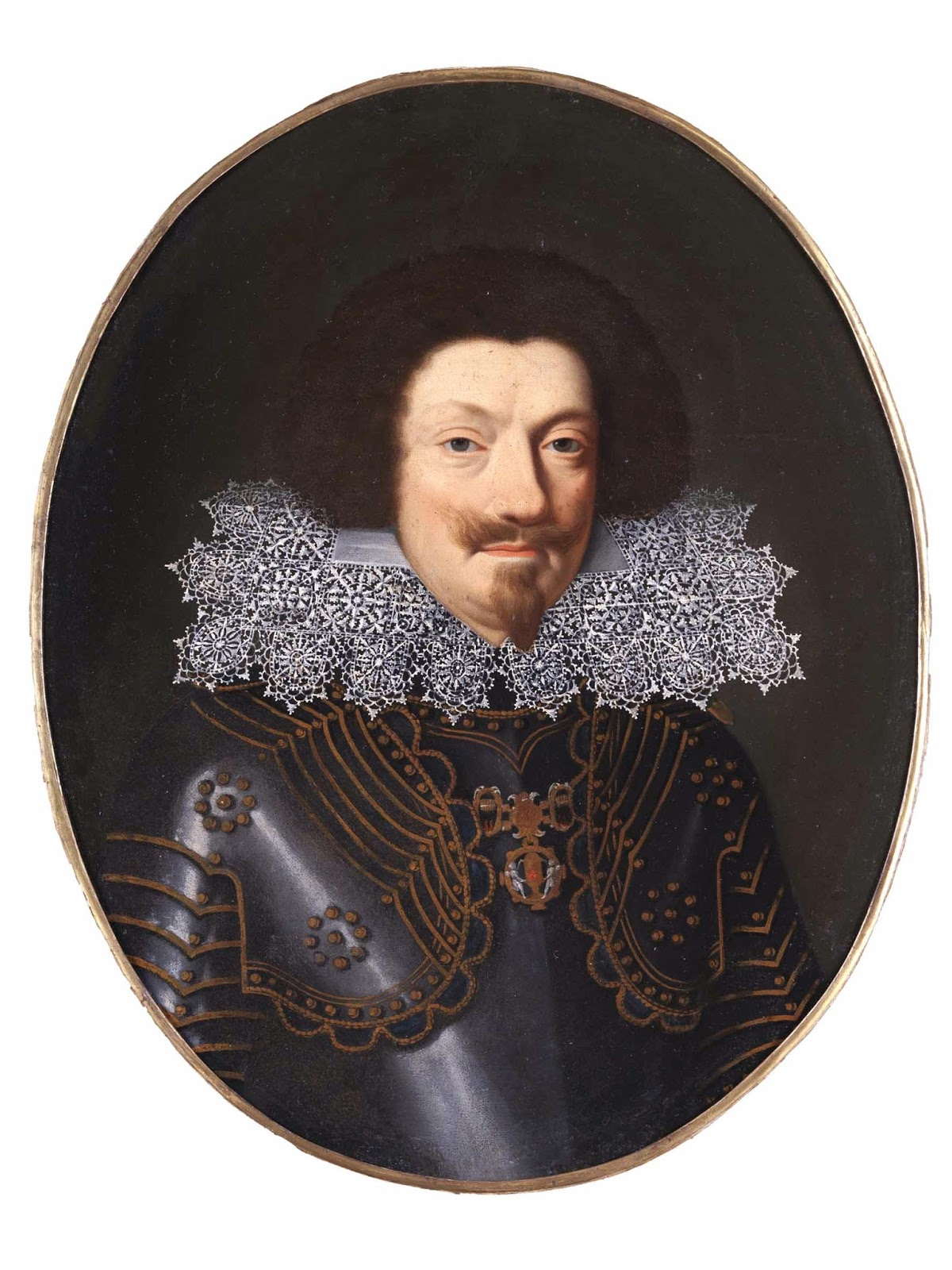
Карло Гонзага

Шарль де Невер (фр. Charles de Nevers; 6 мая 1580, Париж — 22 сентября 1637), известный также под именем Карло I Гонзага (итал. Carlo I Gonzaga) — представитель французской ветви дома Гонзага, унаследовавший от родителей титул герцога Невера и герцога Ретеля. В 1608 году Карл провозгласил себя князем Арша. В 1627 году в результате Войны за мантуанское наследство сменил двоюродного брата, Винченцо II, в качестве суверенного герцога Мантуи и Монферрата.
Значительное личное состояние позволило Карлу осуществить множество своих амбициозных замыслов.

## Молодые годы
Карл родился в парижской резиденции своих родителей, особняке Неверов (фр. Hôtel de Nevers), построенном за 8 лет до того. Его мать — Генриетта Клевская, герцогиня Невера и графиня Ретеля, а отец — Лудовико Гонзага, младший сын Федерико II герцога Мантуи, ставший подданным Франции. Юный Гонзага рос в среде высшей европейской аристократии, к примеру, он приходился родственником королю Генриху IV, а также множеству знатных особ Лотарингии и Савойи.
В молодости у Карла были просвещённые наставники, которые дали ему добротное образование. И это образование подкреплялось его ранним участием в исполнении официальных обязанностей, сопровождая отца в поездках по Европе, а также посещая города и военные укрепления во французских провинциях. Военная карьера также занимала важное место в жизни Карла. В год смерти отца, в 1595 году, 15-летний Карл получил в своё командование конный отряд и был направлен на помощь Жану де Монлюку в обороне Камбре от испанцев. Его военная карьера продолжалась вплоть до поражения при защите осаждённой Мантуи.
Через 4 года, 1 февраля 1599 года, Карл сочетался браком с Екатериной, дочерью фанатичного католика герцога Майенна из семейства Гизов. Христианское благочестие супругов Гонзага считалось примерным.
В 1608 году Невер активно принялся за обустройство суверенного государства на франко-испанской границе, в Арденнах, — княжества Арш. Для строительства новой столицы Арденн, города Шарлевиля, был привлечён родной брат архитектора, распланировавшего для Генриха IV площадь Вогезов в Париже. Сам герцог прибавил к своим титулам звание князя Арша.

## Орден христианских рыцарей

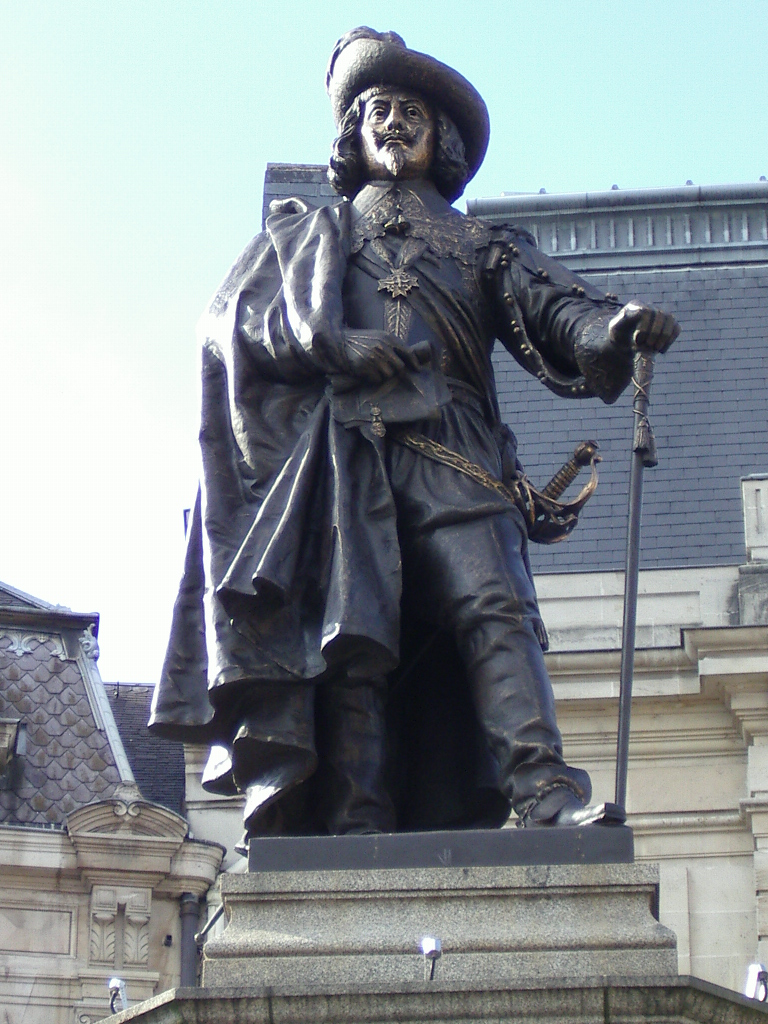
Памятник в Шарлевиле

Будучи очень религиозным человеком, Карл объездил всю Европу, побывал в Англии, Голландии, Дании, Пруссии, Саксонии, Богемии, Польше и Австрии, где агитировал за проект настоящего крестового похода против турок и освобождения Константинополя, павшего в мае 1453 года. Учитывая, что мать его отца была последней из Палеологов, многие греки-маниоты были готовы сплотиться вокруг деятельного аристократа и видели в нём своего вождя.
В 1616 году Карл Гонзага учредил военный Орден христианских рыцарей (фр. Ordre de la Milice chrétienne) с целью организации крестового похода. Заручившись поддержкой церкви, Карл начал подготовку к военной экспедиции и оплатил постройку в Амстердаме шести крупных военных кораблей. Но уже построенные и снаряжённые корабли были конфискованы Людовиком XIII безвозмездно, и включены в состав королевского флота. В итоге, из-за политических трудностей, недостатка финансирования и отъезда Карла в Мантую крестовый поход так и не состоялся.
Построенное в Шарлевиле здание Великого приорства ордена в 1634 году преобразовали в больницу и приходскую церковь святого Ремигия.

## Мантуанское наследство
В 1627 году Невер добился своей цели. В Мантуанском герцогстве, которым правили его двоюродные братья из старшей ветви дома Гонзага, случился династический кризис. Бездетный герцог Винченцо II (ещё недавно кардинал Гонзага), чувствуя близость кончины, призвал к себе сына Шарля, юного герцога Майенна (этот титул перешёл к нему после смерти последнего герцога Майенна в 1621 году), и женил его на своей племяннице. Брак состоялся в день смерти Винченцо. Его наследником был провозглашён Шарль де Невер.
Вступление французского ставленника в мантуанское наследство вызвало резкую реакцию при дворе императора, ибо Габсбурги прочили местный престол верному им герцогу Гуасталла из младшей ветви Гонзага. Сторону австрийцев принял и Савойский дом в надежде оккупировать анклавный Монферрат. Права герцога Невера на престол, в свою очередь, с оружием в руках готов был защищать его кузен, французский король Людовик XIII; признал его герцогом и папа Урбан VIII. Последовала война за мантуанское наследство, в ходе которой Мантуя подверглась страшному разграблению со стороны австрийцев (Sacco di Mantova).

## Потомство
В браке Карла Гонзага и Екатерины было шесть детей. Все три сына Карла — Франсуа-Поль, Карл и Фердинанд — скончались раньше отца.
Средний сын, умерший в возрасте 22 лет, к счастью, оставил ему внука-наследника (Карл III Гонзага) и внучку Элеонору — будущую императрицу. Из трёх дочерей самого Карла старшая, Мария Луиза, — знаменитая королева Польши времён Потопа. Средняя — Бенедикта, в 19 лет дала обет послушания, стала настоятельницей женского аббатства Авене и вскоре скончалась в возрасте 23 лет. Младшая, Анна Мария, тайно обвенчалась со своим кузеном, будущим герцогом Гизом. После развода с мужем и смерти отца выдана за вероятного наследника английского престола, пфальцграфа Эдуарда, которого она обратила в католичество (вследствие чего права на английский престол перешли к его сестре, Софии Ганноверской).
Последние дни Карла Гонзаги прошли вдалеке от Франции. Он скончался 22 сентября 1637 года в герцогском дворце в Мантуе в возрасте 57 лет.

## См. также

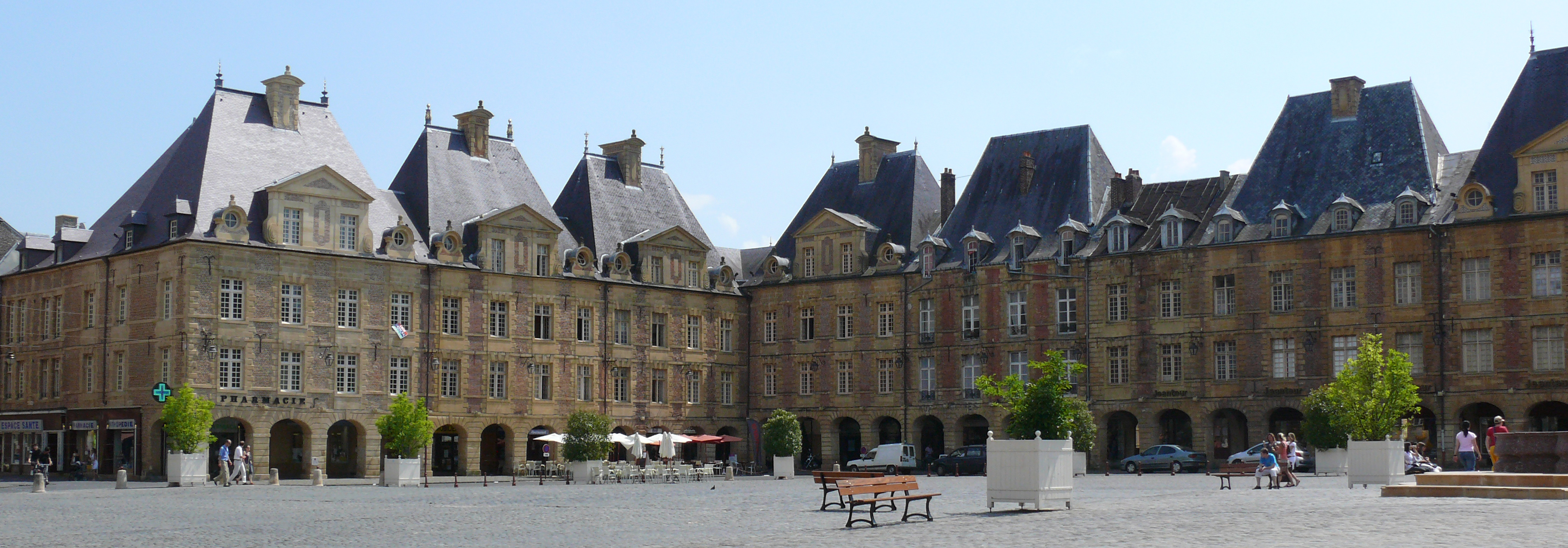
Имя герцога носит основанный им Шарлевиль; Герцогская площадь города построена при его правлении, неподалёку от неё расположен памятник Карлу